# DirecTV
DirecTV er en amerikansk satellit-tvudbyder og tv-station, der er baseret i El Segundo, Californien. Den blev etableret 17. juni 1994, som en satellit-tvudbyder i USA. Virksomheden har 24 kommunikationssatellitter, der alle benyttes til satellit-tv. Den er ejet af AT&T (70 %) og TPG (30 %).